# Žigica
Žigica (ili šibica). Sredstvo za paljenje vatre, drveni štapići od lakoga drva duljine ugl. oko 4 cm, koji na jednom kraju nose glavicu od zapaljive mase. Trenjem o tarilo, posebno pripravljenu hrapavu površinu na kutijicama za žigice, glavica se pali i vatra se prenosi na štapić.

Žigice su sredstvo za jednokratnu uporabu, uz upaljač najčešće su takvo sredstvo, a mogu se kupiti na kioscima i u raznim prodavaonicama, zapakiranih u kutije od 50-ak komada.

## Proizvodnja
Za proizvodnju žigica najbolje je drvo od jasike i jelovine. Oblikovani štapići obliju se amonijevim fosfatom kako bi se spriječilo tinjanje. Nakon sušenja, jednim se krajem umaču u rastaljeni parafin i u zapaljivu masu koja se sastoji od smjese gorive tvari, oksidasa i ljepila. Kao goriva tvar služi sumpor ili antimonov sulfid, a kao oksidans kalijev klorat. Masa kojom je prevučeno grubo tarilo sadrži crveni fosfor, ljepilo te stakleni prah radi boljega trenja. Trenjem glavice o tarilo prelazi mali dio crvenoga fosfora na glavicu i zapali se u dodiru s oksidansom, a vatra se preko parafina prenese na drvce.

## Povijest
Preteče žigica u današnjem obliku bile su tzv. močilice, s glavicom od smjese kalijeva klorata, šećera i ljepila, a palile su se u dodiru sa sumpornom kiselinom. Prve žigice koje su se teško palile trenjem pojavile su se oko 1830.g. u Engleskoj. Napredak je postignut oko 1835. Uvođenjem fosfora u zapaljivu masu. Fosforne žigice lako su se palile međusobnim trenjem pa su bile uzrok čestim požarima, osobito prilikom transporta, a bile su i otrovne. Godine 1844. u proizvodnju žigica umjesto bijeloga uveden je neotrovni i manje zapaljiv crveni fosfor, a od 1848.g. crveni fosfor nalazi se samo na tarilu, pa se žigice mogu zapaliti samo trenjem s tarilom (tzv. sigurnosne žigice). Njihova industrijska proizvodnja počela je oko 1860.g. u Jönköpingu u Švedskoj, u kojem se nalazi jedini svjetski muzej posvećen žigicama.
Iz Amerike potječu žigice koje ne trebaju tarilo i mogu se paliti trenjem o svaku hrapavu površinu, no one su bile manje sigurne zbog prirodnih uvjeta i zbog dječje dohvatljivosti. Nedavnih godina istisnute su iz slobodne prodaje i uvedene u vojnu osnovnu opremu.